# Hempstead
Hempstead (oficialmente Town of Hempstead) é a mais populosa das três vilas do Condado de Nassau, no estado americano de Nova Iorque. Localiza-se na parte sudoeste de Long Island. Vinte e duas aldeias incorporadas (uma das quais se chama Hempstead) estão total ou parcialmente dentro da vila. A população combinada da vila é de quase 800 mil habitantes, de acordo com o censo nacional de 2020., o que representa quase 57% da população do condado.
Se Hempstead fosse incorporada como cidade, seria a segunda maior cidade de Nova Iorque, atrás apenas de Nova Iorque; é quase três vezes o tamanho de Buffalo, que há muito é a segunda maior cidade do estado. Seria a 18ª maior cidade do país, atrás de São Francisco, na Califórnia, e à frente de Seattle, em Washington. Hempstead é, portanto, o município mais populoso da região metropolitana de Nova Iorque fora da cidade de Nova Iorque.
O campus principal da Universidade Hofstra está localizado em Hempstead.

## Geografia
De acordo com o Departamento do Censo dos Estados Unidos, a vila tem uma área de 496,7 km², dos quais 307,4 km² estão cobertos por terra e 189,3 km² (38,1%) por água.
A fronteira ocidental da vila é o Condado de Queens, na cidade de Nova Iorque. Sua fronteira norte, com a vila de North Hempstead e a vila de Oyster Bay, fica ao longo da linha principal da Long Island Rail Road e ao longo da Old Country Road em Garden City em direção ao leste até Wantagh Parkway. Sua fronteira leste, também com a vila de Oyster Bay, corre paralela (e várias centenas de metros a oeste) da Rota 107. Ao sul está o Oceano Atlântico, ao largo de Atlantic Beach, Lido Beach, Point Lookout e Jones Beach, como bem como a cidade de Long Beach.
A praia mais popular da costa leste dos Estados Unidos, Jones Beach State Park, está localizada em Hempstead. A praia é um destino popular para moradores de Long Island e de Nova Iorque. A praia recebe cerca de seis milhões de visitantes por ano.

### Comunidades
A vila de Hempstead contém 22 aldeias e 38 hamlets:
Aldeias
- Atlantic Beach
- Bellerose
- Cedarhurst
- East Rockaway
- Floral Park (pequena parte em North Hempstead)
- Freeport
- Garden City (pequena parte em North Hempstead)
- Hempstead (aldeia)
- Hewlett Bay Park
- Hewlett Harbor
- Hewlett Neck
- Island Park
- Lawrence
- Lynbrook
- Malverne
- Mineola (quase todo em North Hempstead)
- New Hyde Park (parte com North Hempstead)
- Rockville Centre
- South Floral Park
- Stewart Manor
- Valley Stream
- Woodsburgh

Hamlets
- Baldwin
- Baldwin Harbor
- Barnum Island
- Bay Park
- Bellerose Terrace
- Bellmore
- Bethpage (quase todo em Oyster Bay)
- East Atlantic Beach
- East Garden City
- East Meadow
- Elmont
- Franklin Square
- Garden City South
- Harbor Isle
- Hewlett
- Inwood
- Lakeview
- Levittown
- Lido Beach
- Malverne Park Oaks
- Merrick
- Munson
- North Bellmore
- North Lynbrook
- North Merrick
- North Valley Stream
- North Wantagh
- North Woodmere
- Oceanside
- Point Lookout
- Roosevelt
- Salisbury (South Westbury)
- Seaford
- South Hempstead
- South Valley Stream
- Uniondale
- Wantagh
- West Hempstead
- Woodmere

Além disso, existem algumas áreas que não fazem parte de nenhuma aldeia incorporada ou local designado pelo censo:
- Jones Beach Island e ilhas desabitadas próximas em South Oyster Bay
- Uma pequena área entre Lynbrook e Rockville Center que contém apenas Rockville Cemetery

## Demografia
Desde 1900, o crescimento populacional médio, a cada dez anos, é de 39,3%.

### Censo 2020
Segundo o censo nacional de 2020, a sua população é de 793 409 habitantes e sua densidade populacional de 2 581,1 hab/km². Seu crescimento populacional na última década foi de 4,4%, próximo do crescimento estadual de 4,2%.
Possui 260 524 residências que resulta em uma densidade de 847,5 residências/km². Deste total, 3,9% das unidades habitacionais estão desocupadas. A média de ocupação é de 3,2 pessoas por residência.
A renda familiar média é de 110 902 dólares e a taxa de emprego é de 63,9%.

## Transportes

### Principais estradas e rodovias
- New York State Route 25
- New York State Route 24
- New York State Route 27
- New York State Route 102
- New York State Route 105
- New York State Route 106
- New York State Route 107
- New York State Route 135
- New York State Route 878